# Sheeba
Sheeba est un groupe de pop irlandais. Il est le représentante de l'Irlande au Concours Eurovision de la chanson 1981 avec Horoscopes.

## Histoire
Le girl group se forme pour participer au concours de sélection pour représenter l'Irlande au Concours Eurovision de la chanson en 1978. La chanson It's Amazing What Love Can Do est sixième des huit participants. Il sort plusieurs singles avec le producteur Roberto Danova.
Il revient à la sélection de 1981 et remporte la sélection. La chanson Horoscopes obtient 105 points et finit à la cinquième place sur vingt participants.
À la suite de leur exposition au concours de 1981, elles signent un contrat d'enregistrement au Royaume-Uni et sortent les singles The Next Night et Mystery, aucun d'entre eux n'a de succès bien qu'elles les présentent dans des émissions de télévision britanniques telles que Lena sur BBC2 et The UK Disco Dancing Championships sur ITV. L'exposition à l'Eurovision conduit également à des tournées en Europe et au Japon. L'année suivante, elles sont à nouveau présentes à la sélection de RTE pour l'Eurovision avec une chanson interprétée en irlandais. Go Raibh Maith Agat (Merci beaucoup en français) est avant-dernière des huit présentées. Plus tard en 1982, elles sont victimes d'un accident de la route dans l'ouest de l'Irlande, elles mettent fin à leur carrière en raison de leur réticence à continuer de tourner. Le groupe partage des tâches vocales avec Maggie Moone pour le jeu télévisé musical Name That Tune sur ITV. Après une tournée japonaise en 1983, elles décident de se séparer, mais participent une fois de plus à la sélection de l'Irlande en 1984, où elles sont quatrièmes avec My Love and You.
Maxi devient animatrice de radio et de télévision en Irlande, participant notamment à la sélection de l'Irlande au Concours Eurovision de la chanson 1987. Frances Campbell est animatrice radio pour BBC Radio Foyle en Irlande du Nord.